# S. Balachander
Sundaram Balachander, född 18 januari 1927 i Madras, död 15 april 1990, var en indisk vina-spelare med unik personlig stil. Han är också känd som filmare och författare.

## Biografi
Balachander föddes i Madras som son till V. Sundaram Iyer och hans fru Parvati. Familjen var Iyer-brahminer från Tanjore-området, ett viktigt kulturellt centrum i Sydindien. Hans äldre bror S. Rajam var klassisk sångare, och Balachanders första konserter var som slagverkare bakom brodern på kanjira, en sorts bas-tamburin. Under uppväxten lärde han sig på egen hand spela ett flertal instrument, främst sitar, som han använde för karnatisk musik trots att den är ett nordindiskt instrument. Basen för experimenten var All India Radio, där han hade skaffat arbete.
Snart kom dock vinan att ta över från alla andra instrument, och han lärde upp sig själv till klassisk konsertnivå på bara två–tre år. Hans stil var utanför de etablerade vina-stilarna, från Kerala, Mysore, Andhra and Tanjore (med understilen Karaikudi). Han utvecklade vad som beskrivits som en överdriven Tanjorestil. Den förlitade sig i hög grad på elförstärkning och kontaktmikrofon, där Balachander böjde strängarna över banden ibland mer än en hel oktav och formade intrikata fraser på bara en enda knäppning. Den precision som då krävs för att undvika falskspel gjorde Balachanders stil till den troligen svåraste i instrumentets historia. Han tyckte också om att locka fram okonventionella klanger ur vinan.
Han turnerade och spelade in skivor i Europa, Amerika och Östasien, och fick ta emot såväl Padma bhushan (Indiens tredje finaste hederstecken för civila insatser i nationens tjänst) som Sangeet Natak-akademins stora pris och en hedersdoktorstitel i litteratur från World Academy of Arts & Culture. En milstople bland hans många inspelningar var en serie om 12 LP som gick igenom den karnatiska musikens alla 72 melakartor.
Balachander lärde upp en del lärjungar, bland dem E. Gayathri och S. V. Madhavan, men inte i sin egen extrema stil, som kan ha gått i graven med honom. Hans son, Raman, försöker ställa samman sin fars hela inspelade arv.

## Film
Förutom att han skrev filmmusik från sent 40-tal till mitten på 60-talet regisserade Balachander ett antal filmer, och stod även ibland framför kameran.

## Fejden med Semmangudi Srinivasa Iyer
Under sina sista år i livet gav sig Balachanders in i en intensiv fejd med den legendariske sångaren Semmangudi Srinivasa Iyer, den kanske mest respekterade i hela det karnatiska musiklivet. Semmangudi hade skrivit en bok om maharaja Swathi Tirunal av Travancore (1813–1846), som var en berömd kompositör. Balachander menade att Semmangudi försökte tillskriva en gammal kung sina egna kompositioner, för att få dessa att gå till historien, men för att driva den tesen nöjde han sig inte med att hävda att maharajan aldrig skrivit en not – han drog igång (som han själv beskrev det) ett ”korståg” för att ”bevisa” att Tirunal över huvud taget aldrig hade funnits, trots att han är en välkänd historisk person och dessutom inte ligger särskilt långt tillbaka i tiden. 